# 세니스
세니스(Senis)는 이탈리아 사르데냐 주 오리스타노도에 있는 코무네이다. 칼리아리에서 북쪽으로 약 70 킬로미터 (43 mi), 오리스타노에서 남동쪽으로 약 30 킬로미터 (19 mi) 떨어져 있다. 2004년 12월 31일 기준으로 인구는 546명이고 면적은 16.0 제곱킬로미터 (6.2 mi2)이다.
세니스는 다음 지방 자치체와 접해 있다: 아솔로, 아수니, 라코니, 누레치, 빌라산탄토니오.